# グリースト・ライトニング (航空機)
グリースト・ライトニング（GL-10）
吊り下げ状態で浮上するグリースト・ライトニング
- 用途：技術実証・開発
- 設計者：ラングレー研究所
- 製造者：アメリカ航空宇宙局
- 初飛行：2014年8月19日（吊り下げ状態）[1]
- 生産数：1
- 運用開始：2014年 -
- 運用状況：LA-8へ移行

グリースト・ライトニング（英語: Greased Lightning） 、略称GL-10は、アメリカ航空宇宙局ラングレー研究所が開発したティルトウイング式の無人航空機。翼幅を50%とした試作機1機が製造された。

## 開発と構造
ディーゼル・エレクトリック方式エンジン10基、翼幅20フィート (6.1 m)の調査用航空機の開発計画を立てたラングレー研究所は、実機に先立ち試作機の製作に入った。12機が試作され、飛行可能な機体として製作された試作機は、ホビー用の航空機を改造したもので、おおよそ計画の半分の翼幅124.8インチ (3.17 m)を持つ機体となった。
試作機の動力は10基のScorpion SII-4020-360KVであり、それぞれプロペラを駆動した。実機では8hp（6kW）のディーゼルエンジン2基を搭載して発電を行う計画であった。2016年11月には出力1.5kWの試作エンジンがラングレー研究所に届けられ、搭載しての試験が構想された。
主翼に左右各4基、水平尾翼に左右各1基のエンジンを搭載、このうち両主翼翼端のエンジンのみが前方への推進に用いられ、残る8基は垂直離着陸用であった。ピッチ、ロールの制御は浮上・前進と合わせてプロペラが担い、ヨーはプロペラからの気流を受けるエルロンによって制御され、水平尾翼の2基はティルトウイングの移行時における重心の調整にも用いられた。この構造は騒音の低減にも有効であった。
垂直離着陸と前方への24時間の連続飛行時間を可能とすることが目標であった。この場合の運用としては、200マイル (320 km)先に巡航速度100ノット (190 km/h)で進出、20時間以上のロイター飛行を行い帰還するというものであった。
2014年には吊り下げ状態で浮上テストに成功し、2015年にはホバーモードから前進モードへの遷移テストに成功している。
グリースト・ライトニングの開発は、その後のラングレー・エアロドローム・No.8の開発に影響を与えている。

## 要目
出典: 
諸元
- 乗員: 0
- 全長: 不詳
- 全高: 不詳
- 翼幅: 3.17 m（124.8in）
- 翼面積: 0.7366 m2 （1141.7 in2）
- 空虚重量: 21kg （46lbs）
- 最大離陸重量: 28kg （61lbs）
- 動力: Scorpion SII-4020-360KV 電動、    × 10

性能
- 機体開発のため測定用機材を搭載